# Halmaherablåkråka
Halmaherablåkråka (Eurystomus azureus) är en fågel i familjen blåkråkor som är endemisk för Indonesien.

## Utseende och läten
Halmaherablåkråkan är en medelstor (31–35 cm), skogslevande fågel. Fjäderdräkten är generellt mörklila med djupare blått på vingar, övergump och buk samt en iögonfallande silverblå cirkel på handpennorna. Näbben är röd, liksom benen och en bar ring runt ögat. Liknande rödnäbbad blåkråka är mindre, brunaktig på huvud på mantel och grönblå på vingar och undersida. Lätet har inte dokumenterats, men tros bestå av tjattrande ljud likt sina släktingar.

## Utbredning och systematik
Fågeln förekommer i norra Moluckerna i Indonesien, på öarna Halmahera, Ternate, Tidore, Kasiruta och Bacan. Den behandlas som monotypisk, det vill säga att den inte delas in i några underarter.

## Status och hot
Halmaherablåkråkan har en liten världspopulation bestående av uppskattningsvis endast 1 500–7 000 vuxna individer. Den tros också minska i antal till följd av habitatförlust. Internationella naturvårdsunionen IUCN kategoriserar den som nära hotad.